# Оксфорд (линейный корабль)
«Оксфорд» (до покупки «Танкервиль» от англ. Tankerfield) — парусный линейный корабль Балтийского флота России.

## Описание корабля
Парусный линейный корабль 4 ранга, длина судна по сведениям из различных источников составляла от 34,7 до 34,75 метра, ширина от 9,1 до 9,15 метров, а осадка от 4,2 до 4,27 метра. Вооружение судна составляли 50 орудий, включавших 12-фунтовые, 9-фунтовые, 6-фунтовые и 3-фунтовые, а экипаж состоял из 350-и человек.

## История службы
Корабль «Танкервиль» был куплен Ф. С. Салтыковым в 1712 году в Англии и под именем «Оксфорд» вошёл в состав Балтийского флота России. 1 (12) июня 1713 года корабль пришёл в Ревель.
Принимал участие в Северной войне. В 1713 и 1714 годах выходил в крейсерские плавания в Финский залив в составе флота. В октябре 1715 года пришёл в Лондон в составе отряда капитан-командора П. П. Бредаля с целью сопровождения приобретённых для нужд Балтийского флота судов. Однако в силу плохого состояния и ветхости корпуса был оставлен в Лондоне, где в 1717 году был продан.

## Командиры корабля
Командирами корабля «Оксфорд» в разное время служили:
- И. Дегрейтер (1713 год).
- В. Фангент (1714 год).
- К. Экгоф (1715 год).